# مادة انشطارية

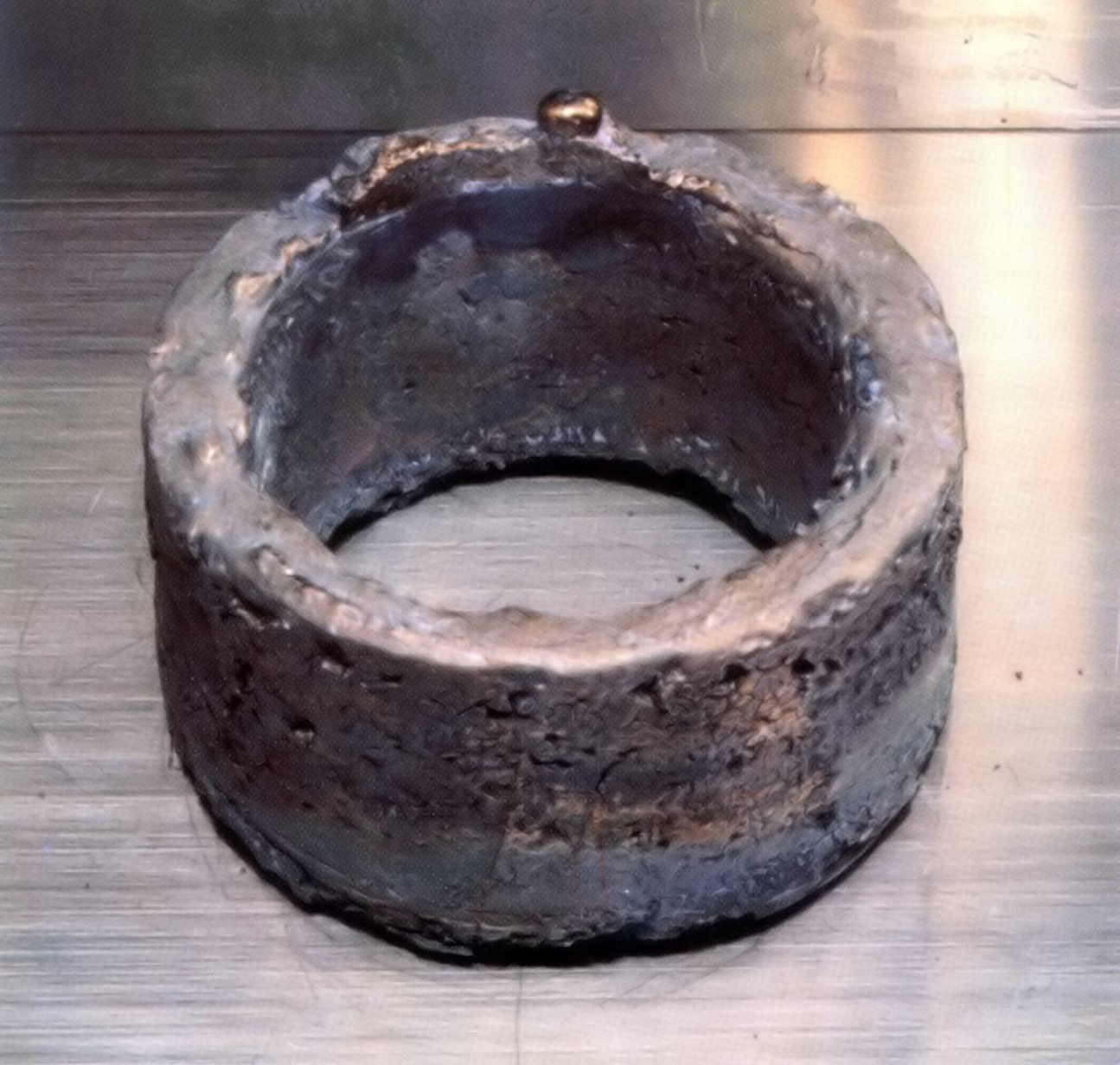
البلوتونيوم-239 قادر على امتصاص النيوترونات والانشطار. تُظهر الصورة حلقة بلوتونيوم عالية النقاء (99.96%) تُستخدم في تصنيع القنابل النووية.

المادة الانشطارية في الهندسة النووية هي مادة قادرة على ضمان استمرار تفاعل تسلسلي نووي وذلك بتزويده بالنيوترونات. تستخدم المواد الانشطارية كوقود في المفاعلات النووية مثل المفاعلات الحرارية ومفاعلات النيوترون السريع وفي الأسلحة النووية.
حسب قاعدة الانشطار فإنه ولكل عنصر كيميائي ثقيل يتراوح العدد الذري Z له بين 90 (الثوريوم) و 100 (الفرميوم) فإن أغلب النظائر التي تحقق المعادلة 2xZ − N = 43 ± 2 ، حيث N هو عدد النيوترونات، تكون مواد انشطارية.

## المادة الانشطارية والمادة القابلة للانشطار
ينبغي التمييز بين المادة الانشطارية Fissile وبين المادة القابلة للانشطار fissionable. إن النويدة القادرة على الخضوع إلى تفاعل انشطار، حتى ولو باحتمالية ضئيلة، بعد اصطياد نيوترون عالي الطاقة، يشار إليها بأنها قابلة للانشطار. إنّ أي نويدة قابلة للانشطار باحتمالية مرتفعة نتيجة اصطياد نيوترون منخفض الطاقة يشار إليها أنها نويدة انشطارية. بالتالي، فإن المواد الانشطارية هي مجموعة جزئية من المواد القابلة للانشطار.
على سبيل المثال، فإن النظير يورانيوم-238 هو مادة قابلة للانشطار باستخدام نيوترونات عالية الطاقة، أما يورانيوم-235 فهو مادة انشطارية بنيوترونات منخفضة الطاقة. يعود هذا التفاوت بين النظيرين إلى اختلاف طاقة الارتباط النووية بينهما، والتي تؤدي إلى اختلاف في الطاقة الحرجة اللازمة للانشطار، والتي هي أعلى في يورانيوم 238 من يورانيوم 235.